# Indisk mytologi
Indisk mytologi refererer sædvanligvis til hinduistisk mytologi, men Indien og den indiske halvø udgør ikke et sammenhængende religionsområde, men er et subkontinent hvor flere hundrede millioner mennesker bekender sig til en lang række forskellige religioner, religiøse systemer, herunder også afledte mytologier. Hinduistisk mytologi er således en undergruppe af indisk mytologi, og indisk mytologi refererer derfor også til indisk episk poesi, vedisk mytologi og buddhistisk mytologi.

## Religiøs mangfoldighed
De større religioner med rødder på det indiske subkontinent, inkl. Pakistan, er:
- Hinduisme
- Jainisme
- Buddhisme
- Sikhisme
- Ayyavazhi

Ayyavazhi, med rødder i sydlige Indien, er egentlig en af de senere tilkomne hinduistiske religioner. De religioner som er kommet til Indien er følgende:
- Kristendom
- Jødedom
- Islam
- Parsisme
- Bahai

Foruden disse større religioner findes der også forskellige indenlandske stammereligioner, som også er vokset frem gennem flere tusinde år, har overtaget mytologisk materiale fra hinanden og således påvirket hinanden.